# 1922 في النمسا
فيما يلي قوائم الأحداث التي وقعت خلال عام 1922 في النمسا.

## سياسة

### تعيين في المنصب
- 27 يناير – فالتر برايسكي Vice-Chancellor of Austria [الإنجليزية]‏.

### انتهاء فترة المنصب
- 26 يناير – فالتر برايسكي Vice-Chancellor of Austria [الإنجليزية]‏،Vice-Chancellor of Austria [الإنجليزية]‏.

## ظهور
- 1 يناير – القلعة كتاب من تأليف فرانتس كافكا.

## أفلام
من الأفلام التي صدرت هذه السنة في النمسا:
- 1 يناير – شمشون ودليلة من إخراج الكسندر كوردا.

## مواليد

### يناير
- 1 يناير – يوسيف هرملين دبلوماسي إسرائيلي.

### أبريل
- 13 أبريل – إليزابيث فالدهايم

### أكتوبر
- 1 أكتوبر – إنجي ميركل
- 12 أكتوبر – ترود دوثان

## وفيات

### أبريل
- 1 أبريل – كارل الأول إمبراطور النمسا (مواليد 1887)

### مايو
- 21 مايو – ميشايل ماير (مواليد 1864)